# ميكال بات آدم
ميكال بات آدم (بالعبرية: מיכל בת-אדם‏) هي كاتِبة وكاتبة سيناريو وموسيقية ومنتجة أفلام ومخرجة وشاعرة وممثلة إسرائيلية، ولدت في 2 مارس 1945 في إسرائيل.
حصلت في عام 2021 على جائزة إسرائيل في فن السينما. 

## أعمال

### أفلام
- (1977) مدام روزا

## وصلات خارجية
- ميكال بات آدم على موقع IMDb (الإنجليزية)
- ميكال بات آدم على موقع ألو سيني (الفرنسية)
- ميكال بات آدم على موقع قاعدة بيانات الأفلام السويدية (السويدية)
- ميكال بات آدم على موقع قاعدة بيانات الفيلم (الإنجليزية)
- ميكال بات آدم على موقع كينوبويسك (الروسية)